# Wijk aan Zee
Wijk aan Zee est un village de la côte de la mer du Nord, situé dans la commune de Beverwijk, province de Hollande-Septentrionale aux Pays-Bas. Il accueille chaque année le tournoi d'échecs de Wijk aan Zee, un des plus forts au monde.

## Histoire
Wijk aan Zee faisait partie de la commune de Wijk aan Zee en Duin du 1er mai 1817 jusqu'au 1er mai 1936, date de son rattachement à Beverwijk.
Station balnéaire, Wijk aan Zee devient rapidement une destination touristique. Bien que cet aspect touristique se reflète dans l'économie du village (composé en grande partie de bars, restaurants et hôtels), Wijk aan Zee maintient une activité traditionnelle.
En 1999, et trois ans après le village danois de Tommerup, Wijk aan Zee se déclare Cultural Village of Europe, rejoignant ainsi un programme européen de soutien aux villages traditionnels.
Cette petite ville de 2 400 habitants est mondialement célèbre car elle accueille, depuis 1968, un des plus forts tournois d'échecs annuel, le tournoi de Wijk aan Zee.

## Source
- (en) Cet article est partiellement ou en totalité issu de l’article de Wikipédia en anglais intitulé « Wijk aan Zee » (voir la liste des auteurs).